# Pozoblanco
Pozoblanco település Spanyolországban, Córdoba tartományban. Pozoblanco Espiel, Alcaracejos, Añora, Dos Torres, Pedroche, Villanueva de Córdoba, Obejo és Villaharta községekkel határos. Lakosainak száma 16 946 fő (2024).

## Népesség
A település népessége az elmúlt években az alábbi módon változott:
| Lakosok száma | 16 408 | 16 759 | 17 219 | 17 669 | 17 735 | 17 491 | 17 292 | 17 210 | 17 156 | 16 946 |
|               | 2001   | 2004   | 2006   | 2009   | 2011   | 2014   | 2016   | 2019   | 2021   | 2024   |